# Jabal Jabsah
Jabal Jabsah är ett berg i Förenade Arabemiraten.   Det ligger i emiratet Fujairah, i den nordöstra delen av landet, 210 kilometer öster om huvudstaden Abu Dhabi. Toppen på Jabal Jabsah är 925 meter över havet, eller 518 meter över den omgivande terrängen. Bredden vid basen är 6,5 km.
Terrängen runt Jabal Jabsah är huvudsakligen kuperad. Närmaste större samhälle är Fujairah, 11,3 kilometer sydost om Jabal Jabsah.
Trakten runt Jabal Jabsah är ofruktbar med lite eller ingen växtlighet.